# Batman of the Future - Il ritorno del Joker
Batman of the Future - Il ritorno del Joker (Batman Beyond: Return of the Joker) è un film d'animazione direct-to-video statunitense del 2000 diretto da Curt Geda.
Ambientato nel DC Animated Universe, il film è basato sulla serie animata Batman of the Future (1999-2001), nella quale un anziano Bruce Wayne cede il mantello di Batman al giovane Terry McGinnis. La pellicola è stata scritta da Paul Dini, Glen Murakami e Bruce Timm, già creatori della serie animata e include al doppiaggio Kevin Conroy (nei panni di Bruce), Will Friedle (come Terry) e Mark Hamill (come Joker). In questo film Terry continua a proteggere la città vestendo i panni di Batman aiutato da Bruce Wayne, ma dovrà presto fare i conti con il ritorno del Joker a Gotham City.
Distribuito negli Stati Uniti il 12 dicembre 2000, alcune scene di violenza presenti vennero ridisegnate per smorzare il tono della pellicola, come la morte del Joker, morto qui per una scarica elettrica, mentre nella successiva edizione in DVD, nella versione originale, con un colpo di pistola sparato da Robin. In Italia è arrivata in TV la versione originale della pellicola. Ha ricevuto un rating PG-13 dalla Motion Picture Association of America (MPAA) per l'eccessiva violenza: si tratta del primo film animato di Batman Warner Bros. Family Entertainment ad avere un rating PG-13.

## Trama
Neo Gotham City, sono passati 40 anni dagli eventi di Batman - Cavaliere della notte. Bruce Wayne ha appeso il mantello di Batman al chiodo e l'ha passato al suo assistente, Terry McGinnis. Tra gli avversari del secondo Batman spuntano di spicco i Jokers, una banda che segue la filosofia del deceduto acerrimo nemico del primo Batman: il Joker. Una delle ultime cellule dei Jokers rimasti, capitanata da Chucko, sta rubando dei complicati macchinari satellitari sotto ordine di un individuo che si scopre essere niente di meno che il Pagliaccio principe del crimine in persona, che inspiegabilmente non è invecchiato di un solo giorno, rimanendo lo stesso che Bruce affrontò anni fa.
Durante un evento in cui Bruce annuncia di aver ripreso il controllo dell'industria Wayne-Powers (ora rinominata Wayne Ent.), Joker si ripresenta al mondo e, assieme ai suoi scagnozzi, rubano davanti agli occhi dello stupito e spaventato Bruce l'ultimo pezzo di un marchingegno. Scioccato dal fatto, Bruce continua a sostenere che il Joker sia morto e sepolto ad Arkham, non rivelando a Terry nulla di più (anche se il ragazzo crede che sia in qualche modo coinvolto nella sua morte). Inoltre Wayne, per tutelare il ragazzo dalle conseguenze di vita dovute a Batman, gli ordina di ridargli il costume; il ragazzo, obbedendo, si allontana arrabbiato e, mentre si concede una serata con la sua ragazza, Dana Tan, viene attaccato dai Jokers, i quali feriscono gravemente Dana, suscitando le ire del ragazzo quanto la preoccupazione che Joker sa della sua identità e probabilmente anche quella di Bruce. Difatti, Joker irrompe nella Batcaverna per uccidere Bruce con il suo gas esilarante e l'intervento tempistico del giovane Terry, salva Bruce dal suo veleno letale.
Mentre Wayne è in convalescenza, il commissario Barbara Gordon, l'ex Batgirl, rivela a Terry la verità dietro l'ultima battaglia con il supercriminale: cinquant'anni fa Tim Drake, il secondo Robin, aveva cominciato ad agire e effettuare ronde autonomamente ma, salvando una donna da un tentativo di scippo, fu catturato da questa, che altri non era se non Harley Quinn, e il suo fidanzato Joker, costringendo Batgirl e Bruce ad un'estenuante ricerca protrattasi per tre settimane, fino a che Joker non li invitò nel suo nascondiglio nell'abbandonato Arkham Asylum ma, una volti arrivati, si trovarono di fronte un Tim impazzito, vestito come Joker, da lui "adottato": Joker Jr., sottoposto a torture fisiche e mentali che gli fecero rivelare i segreti di Batman, tra cui la sua identità, come lo stesso Joker ammette. Durante lo scontro tra Batgirl ed Harley, quest'ultima cadde in un precipizio, apparentemente morendo. Intanto, Joker ebbe la meglio sul suo nemico, provato emotivamente, e offrì al suo pargolo di ucciderlo. Tim premette il grilletto, ma rinsavì abbastanza per poter indirizzare il colpo verso Joker, uccidendolo. Il suo corpo venne sepolto e l'omicidio occultato con l'aiuto di Jim Gordon, mentre la stessa Barbara sostiene che quello fu l'ultimo scherzo del Joker, il quale fece macchiare ciascuno di loro con il compromesso e l'inganno per la sua ultima azione. Lo stesso Tim, dopo un anno di cure presso la dottoressa di famiglia di Batman, Leslie Thompkins, fu riportato alla normalità, ma provato troppo dall'esperienza, smise di essere Robin, lasciò Villa Wayne e diventò un ingegnere, con moglie e figli.
Terry inizia ad indagare: contatta Tim, che appare abbastanza risentito nel parlare del suo passato da Robin, e scopre la connessione tra i Jokers e il dirigente della WayneTech, Jordan Price (a cui, Bruce, gli ha soffiato il ruolo di diretto), che aveva nascosto i loro furtarelli e che ora stava venendo liquidato dal macchinario, che distrugge il suo yacht con un raggio dallo spazio. Terry intanto si rende conto che Tim potrebbe essere coinvolto, in quanto il costume di Robin è stato l'unico a essere danneggiato dall'attacco del criminale alla Batcaverna e Tim gli aveva detto, in un dialogo precedente, di detestare la sua vecchia tuta.
Terry, accompagnato dal cane di Bruce, Asso, scopre il nascondiglio dei Jokers e, minacciato da Joker di essere fatto fritto dal raggio di prima, li raggiunge e stende uno ad uno ogni membro della banda, ma del Joker non c'è l'ombra. Terry trova Tim, confuso e sorpreso di lavorare inconsciamente con il Joker, ma all'improvviso questi chiama il nuovo Batman per nome e, dopo averlo steso, si trasforma davanti agli occhi del ragazzo e di Bruce (tramite la videocamera nella maschera di Terry) nel Joker: il clown, quando lo catturò, impiantò un microchip (realizzato con tecnologia genetica che si scoprirà aver sottratto al Progetto Cadmus) contenente il suo DNA nel suo cervello, così da condizionarlo e poter vivere nuovamente, spiegando così come fosse possibile che non fosse invecchiato come Bruce. Grazie a questo, lentamente, la sua essenza è emersa dal subconscio di Tim e se dapprima poteva emergere a sprazzi (momenti che Tim interpretava come incubi) ora può prenderne il controllo quando vuole, aggiungendo che presto sarebbe stato abbastanza forte da sopraffare del tutto Tim e poter essere permanentemente sé stesso nel suo corpo. Il clown poi minaccia Gotham City con il raggio laser satellitare, puntando principalmente verso i punti dove amici e famigliari dell'attuale Batman si trovano, perché, a suo dire, "un eroe con delle perdite ha molto più fascino" (proprio come Bruce). Terry e Asso si scontrano col Joker, intraprendendo una battaglia psicologica oltre che fisica, in cui Terry psicanalizza il Joker e lo deride apertamente, cancellando per la prima volta il perpetuo sorriso dalla faccia del pagliaccio e facendogli perdere la pazienza. Quando Joker però sembra prossimo alla vittoria e con il raggio dirottato verso il rifugio, Terry distrugge il chip sul collo di Tim, usando un potente campanellino elettrico di Joker, liberando l'uomo dal controllo del criminale definitivamente.
I Jokers vengono arrestati ma due di loro, le gemelle Dee-Dee, vengono liberate perché loro nonna ha pagato la cauzione: la vecchia non è altri che una sopravvissuta e riformata Harley Quinn, che non esita a prendere a bastonate le nipoti per le loro scappatelle criminali.
Tim viene portato in ospedale, dove viene visitato da Barbara e Bruce. La bat-family è di nuovo riunita e, prima che Terry torni a pattugliare la città, Bruce gli ricorda una cosa: "non è essere Batman che ti rende un uomo degno, è l'esatto contrario. Non scordarlo mai".

## Personaggi e doppiatori
- Terry McGinnis / Batman: il nuovo Batman e giovane apprendista di Bruce Wayne. Doppiato da Will Friedle in inglese e da Nicola Bartolini Carrassi in italiano.
- Bruce Wayne: l'originale Batman, che è invecchiato e fa da mentore a Terry. Recentemente ha riassunto la leadership della sua compagnia, Wayne Enterprises. Doppiato da Kevin Conroy in inglese e da Mario Zucca (anziano) e Marco Balzarotti (giovane) in italiano.
- Il Joker: l'arcinemico del primo Batman, che è riemerso misteriosamente dopo cinquanta anni dalla sua scomparsa. Doppiato da Mark Hamill in inglese e da Riccardo Peroni in italiano.
- Jordan Price: vicepresidente della Wayne Enterprises che nutre astio nei confronti di Bruce Wayne per avergli impedito di diventare il capo dell'azienda prendendone il posto in prima persona. Cospira a tagliare Bruce fuori dall'azione assieme ai Jokers. Doppiato anche lui da Mark Hamill in inglese e da Claudio Moneta in italiano.
- Barbara Gordon: commissario di polizia di Neo-Gotham ed ex-Batgirl. Doppiata da Angie Harmon (anzina) e Tara Strong (giovane) in inglese e da Stefania Patruno (anziana) e da Debora Magnaghi (giovane) in italiano.
- Tim Drake: l'ex-secondo Robin, che ora ha sessant'anni e lavora come ingegnere delle comunicazioni. Doppiato da Dean Stockwell (anziano), Mathew Valencia (giovane come Robin) e Andrea Romano (giovane come JJ) in inglese e da Guido Rutta (anziano) e Davide Garbolino (giovane) in italiano
- Harleen Quinzel / Harley Quinn: l'assistente e l'amante del Joker, curiosamente trattata bene da lui in questa pellicola. Si crede che sia caduta nel precipizio e morta la stessa notte in cui il Joker è stato ucciso, ma è sopravvissuta alla caduta grazie alla stamina rinforzata da Edera Velenosa. Come rivelato poi nel film Batman e Harley Quinn ha chiuso con la carriera criminale dopo la morte del suo capo. Doppiata da Arleen Sorkin in inglese e da Jasmine Laurenti (giovane) in italiano.
- Charles Buntz / Chucko: Il leader della frazione dei Jokers prima che il Joker riemerse e assunse il controllo. Doppiato da Don Patrick Harvey in inglese e da Aldo Stella.
- Delia e Deidre Dennis / Dee Dee: Sorelle gemelle membri dei Jokers e nipoti di Harley Quinn. Doppiate da Melissa Joan Hart in inglese e da Elisabetta Spinelli in italiano.
- Stewart Carter Winthrop III / Ghoul: Membro dei Jokers, il cui costume è ispirato allo Spaventapasseri. Doppiato da Michael Rosenbaum in inglese e da Daniele Demma in italiano.
- Woof the Hyena-Man: Membro dei Jokers che si è fatto una mutazione (splicer) e ha fuso il suo DNA con quello di una iena. Doppiato da Frank Welker.
- Benjamin Knox / Bonk: Membro dei Jokers, che diffida e si scontra con il Joker, che alla fine lo uccide. Doppiato da Henry Rollins in inglese e da Tony Fuochi.
- Asso: Il cane di Bruce Wayne. Doppiato anch'esso da Frank Welker.
- Dana Tan: La ragazza di Terry. Doppiata da Lauren Tom in inglese e da Marcella Silvestri in italiano.
- Chelsea Cunningham: La migliore amica di Dana. Doppiata da Rachael Leigh Cook in inglese.
- Mary McGinnis: La madre di Terry. Doppiata da Teri Garr in inglese e da Elda Olivieri in italiano.
- Matt McGinnis: Il fratello minore di Terry. Doppiato da Ryan O'Donohue in inglese e da Patrizia Scianca in italiano.

## Doppiaggio
| Personaggio                         | Voce originale                                                                                | Voce italiana                                        |
| ----------------------------------- | --------------------------------------------------------------------------------------------- | ---------------------------------------------------- |
| Terry McGinnis / Batman             | Will Friedle                                                                                  | Nicola Bartolini Carrassi                            |
| Bruce Wayne / Batman                | Kevin Conroy                                                                                  | Mario Zucca (anziano) Marco Balzarotti (giovane)     |
| Il Joker                            | Mark Hamill                                                                                   | Riccardo Peroni                                      |
| Jordan Price                        | Mark Hamill                                                                                   | Claudio Moneta                                       |
| Barbara Gordon / Batgirl            | Angie Harmon (anziana) Tara Strong (giovane)                                                  | Stefania Patruno (anziana) Debora Magnaghi (giovane) |
| Tim Drake / Robin / JJ              | Dean Stockwell (anziano) Mathew Valencia (giovane come Robin) Andrea Romano (giovane come JJ) | Guido Rutta (anziano) Davide Garbolino (giovane)     |
| Harleen Quinzel / Harley Quinn      | Arleen Sorkin                                                                                 | Jasmine Laurenti (giovane) ? (anziana)               |
| Delia e Deidre Dennis / Dee Dee     | Melissa Joan Hart                                                                             | Elisabetta Spinelli (una delle gemelle) ? (l'altra)  |
| Stewart Carter Winthrop III / Ghoul | Michael Rosenbaum                                                                             | Daniele Demma                                        |
| Charles Buntz / Chucko              | Don Patrick Harvey                                                                            | Aldo Stella                                          |
| Benjamin Knox / Bonk                | Henry Rollins                                                                                 | Tony Fuochi                                          |
| Woof the Hyena-Man                  | Frank Welker                                                                                  | originale                                            |
| Asso                                | Frank Welker                                                                                  | originale                                            |
| Dana Tan                            | Lauren Tom                                                                                    | Marcella Silvestri                                   |
| Chelsea Cunningham                  | Rachael Leigh Cook                                                                            | ?                                                    |
| Mary McGinnis                       | Teri Garr                                                                                     | Elda Olivieri                                        |
| Matt McGinnis                       | Ryan O'Donohue                                                                                | Patrizia Scianca                                     |

Sia nel doppiaggio originale che in quello italiano i personaggi mantengono gli stessi doppiatori della serie animata Batman of the Future (anche se in italiano Chelsea ha una voce diversa), mentre nella scena ambientata nel passato, in cui i personaggi sono più giovani, mantengono le stesse voce avute in Batman - Cavaliere della notte (anche se in inglese Tim Drake ha una voce diversa unicamente nei panni di JJ). Nell'adattamento italiano, a dispetto del titolo del film, il nome del Joker non viene preceduto dall'articolo "il" (divenendo soltanto "Joker" anziché "il Joker"). Da notare che in italiano Tim Drake da anziano viene doppiato da Guido Rutta, che in precedenza aveva dato la voce a Robin nella serie I Superamici. Rutta è perciò in qualche modo tornato a doppiare la spalla di Batman a distanza di circa vent'anni.

## Produzione

### Concezione e sviluppo
L'idea di realizzare un film è nata dopo la cancellazione di Batman: Arkham di Boyd Kirkland, il sequel previsto per Batman & Mr. Freeze: SubZero, e quella del terzo film pianificato della serie Batman. La prima stagione della serie aveva ottenuto ottimi ascolti e così venne chiesto ai creatori della serie di realizzare un film direct-to-video. Inizialmente la produttrice televisiva Jean McCurdy era molto scettica su questo film e non credeva che avrebbero potuto gestire contemporaneamente la realizzazione del film e della serie. Il co-sceneggiatore del film Bruce Timm, dopo aver discusso con il manager della produzione Shaun McLaughlin, arrivò alla conclusione di assumere il TMS, con il quale avevano già lavorato per le serie Superman e Batman - Cavaliere della notte, per eseguire la maggior parte della pre-produzione. Poco tempo dopo venne scelto come regista della pellicola Curt Geda poiché, a detta di Bruce Timm, "è un ottimo artista di storyboard, e sapevamo che sarebbe stato in grado di gestire da solo molti storyboard.
La produzione del film è iniziata nello stesso momento in cui è iniziata quella della seconda stagione della serie Batman of the Future. in particolare dopo gli episodi "King's Ransom" e "Untouchable".

### Sceneggiatura

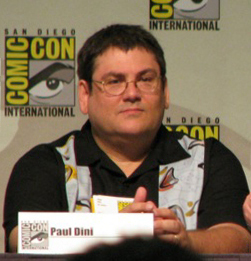
Paul Dini, sceneggiatore del film.

Nelle prime stesure della sceneggiatura del film, la compagna di Joker Harley Quinn era originariamente destinata ad essere uccisa nella sequenza di flashback. Tuttavia, una breve scena verso la fine del film, presenta una donna anziana che assomiglia ad Harley che rilascia le sue nipotine Dee Dee (Delia e Deidre Dennis) dal carcere. Quando la vecchia rimprovera le gemelli delle loro azioni, una di loro risponde: "Shut up, Nana Harley!". Il produttore e sceneggiatore Paul Dini ha incluso questa scena nella sceneggiatura a causa del suo dispiacere per avergli chiesto di uccidere quello che riteneva essere uno dei suoi più grandi contributi al mito di Batman. Il produttore Bruce Timm ha scelto di mantenerlo perché ha ritenuto che fornisse un intermezzo comico necessario. L'idea del satellite classe Hyperion è stata presa dal film di fantascienza di Akira di Katsuhiro Ōtomo. La Jolly Jack Candy Factory, il nascondiglio del redivivo Joker, è un riferimento all'artista americano Jack Kirby, che durante i suoi primi anni alla Marvel Comics era conosciuto come "Jolly" Jack Kirby.
Molte scene sono state scritte nella sceneggiatura originale del film, come quella con dell'interrogatorio di Batman con il Pinguino all'Iceberg Lounge durante la sequenza di flashback, o quella che mostra l'arresto di Jokers da parte di Barbara Gordon e il dipartimento di polizia di Gotham, sono state cancellate a causa dei limiti di tempo. Woof aveva anche una battuta nella sceneggiatura originale, ma è stata tagliata. La scena in cui Bruce ascolta i dischi tratti dall'episodio "Holiday Knights" di Batman - Cavaliere della notte, era stato originariamente pianificato che avrebbero dovuto mantenere l'animazione dell'episodio, ma alla fine è stato modificato per sostituire il vecchio aspetto del Joker. Anche se molte scene sono state cancellate dal taglio finale, alcune scene pianificate sono state realizzate con lo storyboard ma mai realizzate. Un altro concetto cancellato era che nel video che Joker fa vedere a Batman, il grembiule del clown originariamente avrebbe detto "Kill the Cook", piuttosto che "Kiss the Cook" che si vede nel film, e il tavolo avrebbe dovuto avere strumenti chirurgici, ma sono stati cambiati perché troppo macabri.

### Casting
Oltre al cast principale di doppiatori della serie TV che è tornato a riprendere i loro ruoli per il film, i produttori hanno scelto Michael Rosenbaum, il quale ha dato voce a molti personaggi in, come Ghoul, uno della banda dei Jokers. Gli altri membri sono stati doppiati da altri doppiatori del DC Animated Universe. Secondo il commento del DVD, Rosenbaum ha modellato la sua voce su quella dell'attore Christopher Walken. La performance di Rosenbaum ha spinto i produttori a dargli il ruolo di Flash in Justice League. Dean Stockwell è stato scelto come Tim Drake adulto, ispirandosi a uno dei suoi primi ruoli in Il ragazzo dai capelli verdi quando era un attore bambino, mentre il direttore del casting Andrea Romano ha interpretato il giovane Tim quando era J.J. Mark Hamill, oltre a riprendere il ruolo di Joker, ha anche doppiato Jordan Pryce, un personaggio introdotto nel film per ingannare il pubblico sulla vera identità del nuovo Joker. Tara Strong, che ha doppiato Barbara Gordon / Batgirl, è stata inizialmente accreditata come Tara Charendoff, il suo nome da nubile. Per la scena della vecchia Harley Quinn, Bruce Timm voleva originariamente interpretare una vecchia attrice per il ruolo, ma alla fine decise di mantenere Arleen Sorkin nel ruolo.

### Design
Il design del Joker nel film è stato il secondo rinnovamento dell'aspetto fisico, dopo la sua riprogettazione in Batman - Cavaliere della notte. Questo disegno è stato successivamente utilizzato negli episodi "Injustice for All", "Only a Dream, Part 1" e "Wild Cards" della Justice League e nell'episodio "The Big Leagues" di Static Shock. Secondo il commento del DVD, il nuovo design di Joker era basato su un'illustrazione di Hannibal Lecter del romanzo Il silenzio degli innocenti, anche se alcuni elementi di questo nuovo design potrebbero essere ispirati dal cattivo Freezer della serie Dragon Ball. Il design del personaggio di Chucko è stato ispirato su un costume da clown di Eric Radomski, mentre il personaggio del design di Ghoul è stato liberamente ispirato allo Spaventapasseri, uno dei nemici originali di Batman. Il personaggio di Woof è stato creato come tributo a Bud e Lou, le iene di Joker viste nella serie Batman. I disegni originali delle gemelle Dee Dee erano molto diversi da quelli finali, e ricordavano molto il classico travestimento della loro nonna Harley Quinn.

## Colonna sonora
La colonna sonora del film è stata pubblicata nel 2000 dalla Rhino Records. Mephisto Odyssey e Static-X hanno contribuito alla canzone "Crash (The Humble Brothers Remix)" alla colonna sonora del film, insieme a un video musicale diretto da Len Wiseman presente nel DVD.

### Tracce
1. Batman Beyond: Return of the Joker (tema principale)
2. Industrial Heist
3. Meet the Joker
4. Joker Crashes Bruce's Party
5. Terry Relieved of Duty
6. Nightclub Fight / Terry Rescues Bruce
7. A Trap for Tim
8. Joker Family Portrait
9. Arkham Mayhem
10. Batman Defeats the Jokers
11. Joker Meets His End (Again)
12. Healing Old Wounds
13. Crash - Mephisto Odyssey & Static-X - The Humble Brothers Remix
14. Batman Beyond: Return of the Joker (titoli di coda) - Kenny Wayne Shepherd

## Differenze con la versione integrale
Il film è stato inizialmente rilasciato per la sua violenza ed ha subito molti cambiamenti prima di essere proiettato:
- Vengono tagliati i riferimenti alle morti e uccisioni; ad esempio, durante il colloquio tra Terry McGinnis e Barbara Gordon viene eliminata la battuta di quest'ultima: "Seppellimmo Joker ad Arkham in profondità".
- La maggior parte del combattimento iniziale di Batman contro i Jokers è stato tagliato e modificato.
- Lampi bianchi sono stati aggiunti alle sequenze d'azione e pugni ripetuti più volte sono stati modificati in un solo pugno.
- Dopo i titoli di testa Bruce Wayne lancia un Batrang che decapita una statua di cera di Due Facce nella Batcaverna. Nella versione modificata si vede solo il Batrang tornare a Bruce.
- Dopo che Bonk urla al Joker che i suoi tempi sono finiti il Joker dice la frase "Ah, brave new world... that has such putzes in it.". La frase è stata cambiata in "yutzes" perché "Putzes" è una parola yiddish che significa "cazzo" così come "ingannare". Tuttavia i sottotitoli per il DVD della versione modificata usano ancora la parola "Putzes".
- Nella versione modificata Bonk muore perché il Joker gli spara il suo gas esilarante mortale che lo uccide. Nella versione integrale invece viene infilzato da una bandierina con sopra scritto "BANG!" che esce per prima dalla pistola, prima di essere usata come freccia (questo cambiamento si riversa anche durante la morte del Joker nel flashback, dato che l'arma utilizzata è la stessa). Inoltre nella versione integrale i Jokers, dopo l'uccisione davanti di Bonk, sono costretti a dire al Joker che sono fedeli a lui e le gemelle Dee-Dee devono buttare il cadavere giù dal tavolo.
- Nel flashback che mostrava il combattimento tra Joker e Batman, vengono eliminati i rivoli di sangue che scendevano giù dalle loro bocche.
- Sempre nel flashback, il Joker ad un certo punto accoltellava Batman alla gamba. Nella nuova versione invece sembra che il Joker invece abbia colpito Batman con dei pugni anche se è ancora visibile il coltello in mano al Joker e il buco nella veste di Batman.
- Quando Terry arriva di corsa alla Batcaverna trova scritto sul pavimento "Ah! Ah! Ah!" scritto in rosso; il colore è stato cambiato in viola scuro per dissociarlo dalla similitudine con il sangue.
- Nella versione integrale Batman, per liberarsi dalle corde del Joker, usa un coltello. Nella nuova versione il coltello è stato eliminato ma si può sentire il suo rumore mentre taglia le corde.
- Nella versione integrale, il Joker viene ucciso dal rinsavito Robin che gli spara con la bandierina "BANG!". Con il cambiamento dell'arma nella scena della morte di Bonk, nella versione censurata Tim spingeva il Joker contro dei fili elettrici e dei serbatoi d'acqua; il clown si inzuppava e avvolgeva contro i fili e nel tentativo di afferrare Robin, scivola e si aggrappa all'interruttore dei cavi, finendo fulminato (di cui si sente solo l'urlo mentre Batgirl ritorna da Bruce). Anche i dialoghi sono diversi: nella versione integrale Joker diceva a Robin: "Rendimi fiero di te: dagli il colpo di grazia!" mentre nella versione censurata (essendoci il gas esilarante nella pistola) la battuta è "Rendilo uno di noi".
- Durante la ricerca di Robin, Batgirl interrogava due donne. Nella versione modificata sono diventate un uomo e una donna per non essere scambiate per prostitute.
- Nella versione integrale, Price a bordo di uno Yacht parlava in tono adulatorio a una delle gemelle Dee-Dee sdraiata su un letto, scambiandola per un'altra donna. Questa scena è stata tagliata nella nuova versione.
- Sui veicoli in origine non c'erano cinture di sicurezza; sono state inserite solo in seguito.
- Quando Terry visita Asso, il cane di Bruce, questo sta guardando un cartone animato dei Looney Tunes nella quale un personaggio grida più volte "Vorrei essere morto!" che viene eliminata.
- La frase del Joker "Comincerò raccontandoti come ho modificato degli strati di mente al ragazzo" è stata modificata in "Comincerò con raccontarti del rifacimento del giovane Robin".
- Prima di far partire il suo raggio satellitare Joker chiede a Terry "any last words for the old Batfart?". "Batfart" è stato sostituito con "Batcoot" nella nuova versione.
- Quando l'anziana Harley Quinn andava a prendere le nipoti Dee-Dee dalla prigione indossava in origine un vestito azzurro e viola, che è stato modificato in rosso e nero come il suo vestito da giullare.

## Collegamenti con il DC Animated Universe
- Nell'episodio Corsa nei cieli della seconda stagione di Batman of the Future, i Jokers usano i resti del Joker per il loro rituale di iniziazione. In una scena cancellata del film, Bruce Wayne avrebbe dovuto controllare i resti del Joker per accertarsi se fosse davvero morto. Una volta arrivato ai resti di Arkham Asylum, avrebbe trovato un suo pupazzo avvolto dai fili con su scritto "Lo so" appeso al soffitto.
- I Jokers visti nel film compariranno in due episodi della serie Justice League Unlimited, caratterizzati da una timeline alternativa. Questi Jokers, potenziati fisicamente dal supercriminale Chronos, riescono ad uccidere Terry ma l'originale Batman riesce a sconfiggere Chronos e a ristabilire la vecchia linea del tempo.
- Il film sembra essere ambientato dopo l'episodio Riscatto da re (quando la Wayne-Powers rimane priva di un direttore) e prima dell'episodio Alto livello (il primo episodio che conferma che Bruce sia ritornato capo dell'azienda) della terza stagione della serie. Inoltre, gli eventi dell'episodio della quarta stagione di Static Shock "Future Shock", si svolgono dopo il film, dato che Terry dichiara di sapere cosa è successo ai due Robin.
- Quando Terry arriva alla Batcaverna deturpata da Joker, si spaventa e non poco: i graffiti che dicono "HA HA" erano presenti a casa di suo padre, quando fu trovato morto, nell'episodio pilota della serie principale "Rinascita".
- In Epilogo, episodio conclusivo di Batman of the Future e del DC Animated Universe, si scopre che il Joker ha rubato la tecnologia genetica del progetto Cadmus, molto probabilmente, nella stessa incursione dove rapì la prima Banda della Scala Reale in "Wild Cards" di Justice League.
- Quando Batman controlla che la voce dell'apparente Joker combaci con quella del vecchio Joker, le mette a confronto con una ricreazione dell'annuncio di Joker sul suo scherzo di Capodanno dall'episodio pilota di Batman - Cavaliere della notte "Un Natale molto movimentato" (nella versione italiana, Riccardo Peroni ridoppia la frase del segmento, ma nessuna parola dall'episodio originale viene alterata). Nella stessa scena, si può vedere anche una foto di Jack Napier (il Joker prima dell'incidente) ricreata dalla sua apparizione di Batman: La maschera del Fantasma.

## Accoglienza
Su Rotten Tomatoes, ha un rating del 100% in base a 10 recensioni, con una valutazione media di 8/10.
Nisha Gopalan di Entertainment Weekly ha elogiato la versione integrale del film, in particolare il modo in cui "fa luce sulla relazione oscura e ossessiva tra il cattivo e la sua controparte vigilante".
Peter Canavese di Groucho Reviews l'ha definita "un'avventura energica e inquietante di Batman", aggiungendo che "fornisce una vetrina memorabile per la celebre interpretazione di Hamill del Joker e consente sia a McGinnis che a Wayne di vedere l'azione e affrontare sfide emotive". Michael Stailey di DVD Verdict ha assegnato alla versione integrale un punteggio di 92 su 100, definendolo "un film teso e di grande impatto" e "un acquisto obbligato sia per i fan del Pipistrello che per gli amanti dell'animazione".
Garth Franklin di Dark Horizons ha avuto una risposta mista durante la revisione della versione integrale, dicendo che "la sceneggiatura è piuttosto solida, l'animazione superba e le interpretazioni vocali funzionano tutte bene", ma ha aggiunto che "le scene personali del personaggio di Terry non sono quasi coinvolgenti da nessuna parte [come le scene con Joker o Bruce Wayne], e la sotto-trama investigativa non funziona come dovrebbe". Jeremy Conrad di IGN ha assegnato alla versione integrale un punteggio di nove su 10 per il film stesso.

## Altri media

### Fumetto
L'adattamento a fumetti del film è stato pubblicato nel febbraio 2001. Mentre il fumetto è stato in gran parte incensurato, la pagina che descrive la morte del Joker è stata rifatta per farla assomigliare alla versione non censurata del film (con qualche scena eliminata dal film, come un interrogatorio con il Pinguino nel flashback). In Italia il fumetto è inedito.

### Videogioco
Kemco ha sviluppato un adattamento videoludico del film per le piattaforme PlayStation, Game Boy Color e Nintendo 64.

### Romanzo
Un romanzo tratto dalla sceneggiatura del film fu scritto da Michael Tietelbaum e pubblicato nell'ottobre del 2000. Anch'esso è inedito in Italia.
Nel videogioco LEGO Batman 3: Gotham e oltre, solo per PS3 e PS4, è possibile scaricare la DLC "Batman of the Future", che contiene alcuni personaggi della serie e del film tra cui Terry McGinnis, Bruce Wayne, Joker e Bonk.